# Hieronymus Laub (præst)
 Der er flere personer med dette navn, se Hieronymus Laub.
Hieronymus Laub (10. januar 1771 – 20. august 1848) var en dansk præst, far til Otto og Vilhelm Frederik Laub.
Han var søn af krigsråd Wilhelm Frederik Laub (1734-1800 og Sophia Elisabeth Kisbye (1749-1799) og sønnesøn af Hieronymus Laub den ældre. Laub, der gennem mange år var sognepræst i Frørup Sogn på Fyn, var en mangesidig udrustet natur. Han havde som ungt menneske levet et rigt åndeligt liv med de bedste i sin tid, som en i den Rahbekske kreds, og havde navnlig med den senere biskop J.P. Mynster sluttet et inderligt venskab, der holdt sig gennem hele deres liv; med alle sine anliggender og foretagender søgte Mynster til ham, og der var ikke nogen, hvis råd han satte større pris på end den stille landsbypræsts på Fyn. Denne forstod også at tage sig af sine børn, og hvad særlig Otto Laub angår, modtog han en grundig og omhyggelig forberedelse af sin fader, indtil han 1821 kom i Roskilde Katedralskole.
Han var gift med Louise Frederikke født Zinck, datter af Hardenack Otto Conrad Zinck.